# Echeandia
Echeandia Ortega – rodzaj roślin z rodziny szparagowatych. Obejmuje 82 gatunki występujące w Ameryce, na obszarze od południowo-zachodnich Stanów Zjednoczonych do północno-zachodniej Argentyny, południowej Boliwii i południowego Peru.
Nazwa naukowa rodzaju honoruje Pedro Gregorio Echeandía, żyjącego w latach 1746–1817 hiszpańskiego botanika, wykładowcę Uniwersytetu w Saragossie, twórcę pierwszego zielnika flory Aragonii. 

## Zasięg geograficzny
Większość gatunków Echeandia jest endemitami. Jedynie kilka ma szerszy zasięg geograficzny, w tym E. flavescens, który występuje w południowej Ameryce Północnej (w Meksyku oraz w Arizonie, Teksasie i Nowym Meksyku w Stanach Zjednoczonych) i północnej Ameryce Południowej (na terytorium Kolumbii i Wenezueli), E. reflexa występująca w Teksasie, Meksyku i Hondurasie, E. formosa i E. skinneri, występujące w południowo-wschodnim Meksyku i Ameryce Środkowej,  E. leucantha występująca w Ameryce Środkowej od Hondurasu do Wenezueli w Ameryce Południowej oraz E. ciliata i E. eccremorrhiza, występujące w Ameryce Południowej, na obszarze od Wenezueli do północno-zachodniej Argentyny. Centrum różnorodności biologicznej rodzaju jest w Meksyku, gdzie występuje 59 gatunków tej rośliny. 

## Morfologia

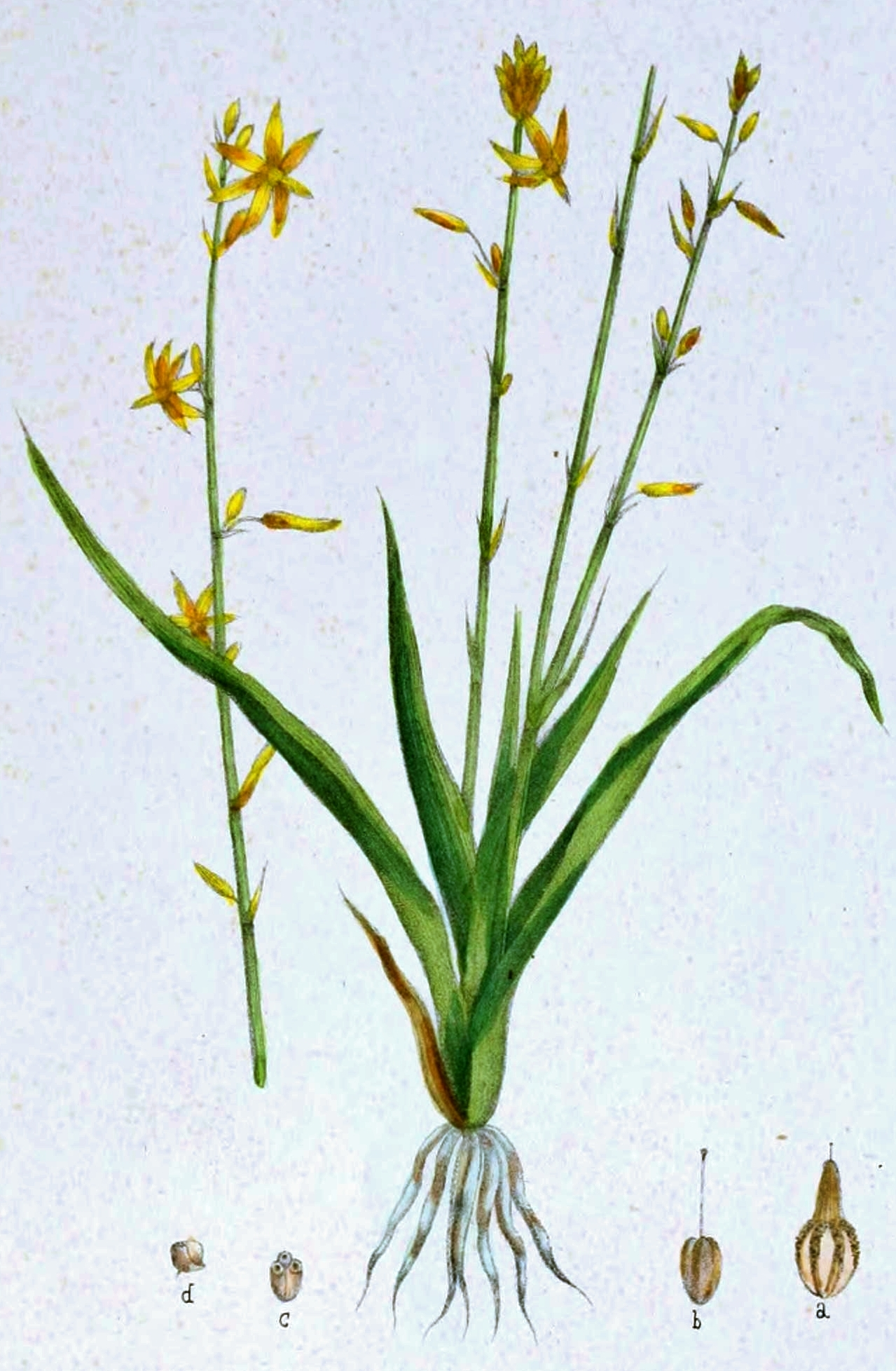
Echeandia reflexa

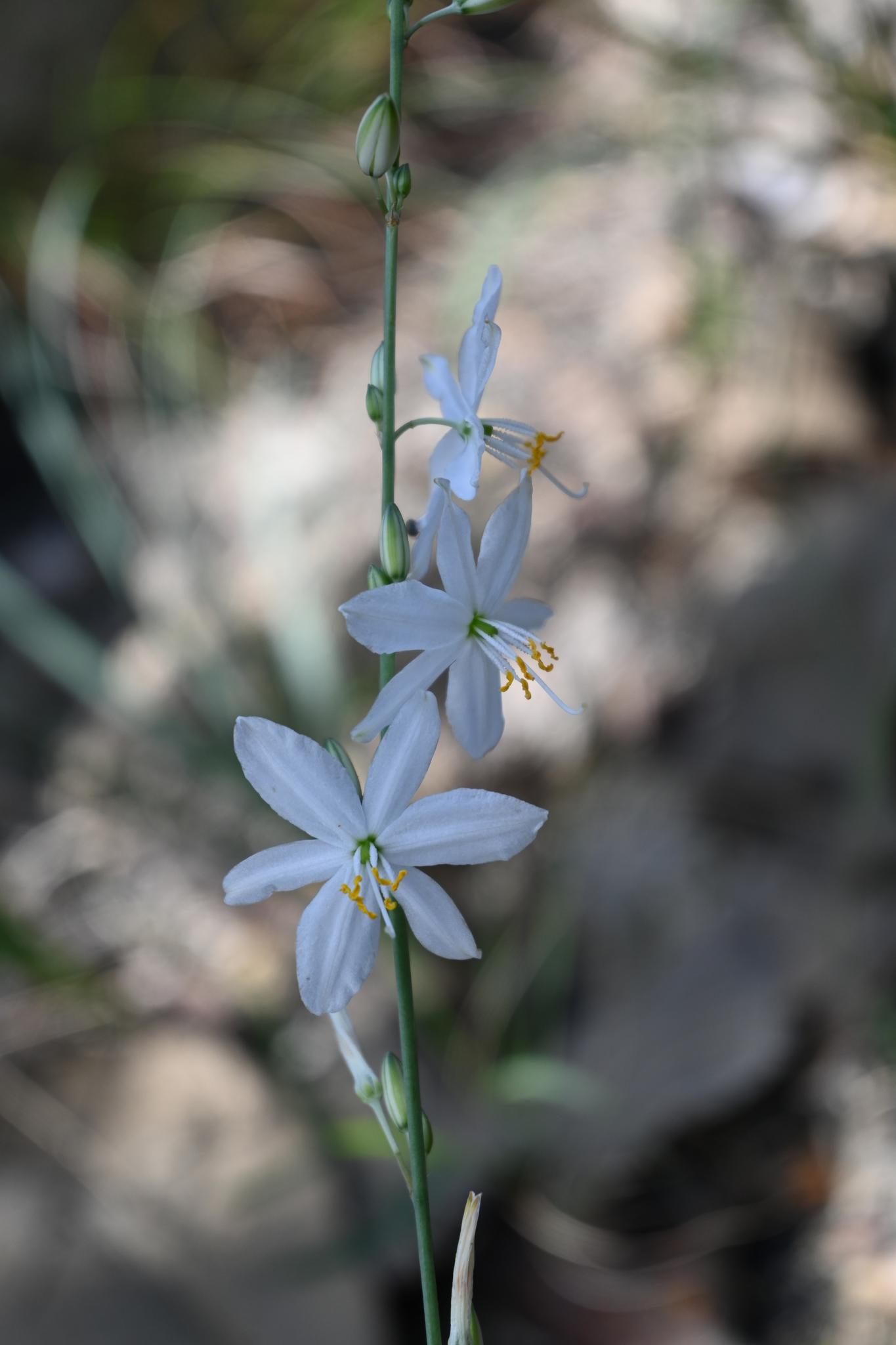
Echeandia gentryi

PokrójWieloletnie rośliny zielne.
PędKrótkie, wyprostowane, niesegmentowane kłącze (bulwocebula), o jednorocznych korzeniach z wyraźnymi obszarami spichrzowymi, zwykle powiększonymi w pobliżu kłącza.
LiścieLiście odziomkowe bifacjalne, bardzo wąsko równowąskie do podługowatych lub eliptycznych, u nasady otoczone kołnierzem złożonym z włóknistych pochew liści z poprzednich lat. Głąbiki bezlistne lub z pojedynczymi liśćmi łodygowymi poniżej najniższego węzła kwiatonośnego.
KwiatyZebrane w groniasty lub wiechowaty kwiatostan z (1–)2–4(–5) kwiatami wyrastającymi z każdego węzła. Każdy kwiat wsparty jest przysadką. Okwiat żółty do żółtopomarańczowego lub białego, bardzo rzadko bladożółty lub kremowy, wzniesiony do zwisłego, sześciolistkowy. Listki okwiatu wąskie do szeroko eliptycznych, rozłożyste do odgiętych, 3- rzadziej 5-żyłkowe. Sześć pręcików o cylindrycznych do maczugowatych nitkach, gładkich, pofałdowanych i bezłuskowych lub z prostopadle położonymi łuskami. Pręciki położone w płytkiej miseczce (pylniki obrotne), w głębokiej miseczce lub kieszonce (pylniki nieobrotne) lub w głębokiej kieszonce (pylniki zrośnięte). Pylniki żółte, umocowane grzbietowo blisko nasady, rzadko osadzone u nasady, wolne lub zrośnięte bocznie. Jeżeli wolne to obrotne i pękające bocznie lub nieobrotne i pękające wierzchołkowo, przez szczeliny wierzchołkowe, lub bocznie. Jeżeli zrośnięte to tworzące stożek, którego kształt waha się od cylindrycznego do beczkowatego z szeroko klapowanym wierzchołkiem (pylniki zrośnięte bocznie) do wąsko stożkowatego z bardzo drobno klapowanym wierzchołkiem (pylniki osadzone u nasady). Zalążnia górna, podługowata, z 8 lub więcej zalążkami w każdej komorze.
OwoceSzeroko do wąsko podługowatych torebki, pękające komorowo, płytko trójklapowane. Nasiona czarne, nieregularnie ściśnięte i pofałdowane.

## Biologia i ekologia
RozwójGeofity ryzomowe. Kwiaty zapylane przez pszczoły, w tym trzmiele i  pseudosmukliki.
GenetykaLiczba chromosomów 2n = 16, 32, 48, 64, 80, 84. Liczba monoploidalna x = 8, co świadczy o poliploidalności rodzaju. Kariotyp zbadanych gatunków składa się z 2 chromosomów metacentrycznych, 4 chromosomów submetacentrycznych i 2 chromosomów subtelocentrycznych.

## Systematyka
Pozycja systematycznaRodzaj z plemienia Anthericeae w podrodzinie agawowych Agavoideae w obrębie rodziny szparagowatych Asparagaceae.
Podział rodzaju
- podrodzaj Echeandia (typ: Echeandia reflexa) – kwiaty żółte, rzadko białe; listki okwiatu wewnętrznego okółka eliptyczne do szeroko eliptycznych; kwiaty otwierające się wczesnym rankiem i zamykające przed późnym popołudniem,
- podrodzaj Mscavea Cruden (typ: Echeandia macvaughii) – kwiaty białe, rzadko kremowe, żółte lub pomarańczowe; listki okwiatu wewnętrznego okółka wąsko eliptyczne; kwiaty otwierające się późnym rankiem lub wczesnym popołudniem i zamykające około zmierzchu.

Wykaz gatunków
- Echeandia albiflora (Cham. & Schltdl.) M.Martens & Galeotti
- Echeandia altipratensis Cruden
- Echeandia atoyacana Cruden
- Echeandia attenuata Cruden
- Echeandia bolivarensis Cruden
- Echeandia breedlovei Cruden
- Echeandia campechiana Cruden
- Echeandia chandleri (Greenm. & C.H.Thomps.) Cruden
- Echeandia chiapensis Cruden
- Echeandia ciliata (Kunth) Cruden
- Echeandia coalcomanensis Cruden
- Echeandia confertiflora Cruden
- Echeandia conzattii Cruden
- Echeandia crudeniana Aarón Rodr.
- Echeandia drepanoides (Greenm.) Cruden
- Echeandia eccremorrhiza (Ruiz & Pav.) ined.
- Echeandia echeandioides (Schltdl.) Cruden
- Echeandia elegans Cruden
- Echeandia falcata Cruden
- Echeandia flavescens (Schult. & Schult.f.) Cruden
- Echeandia flexuosa Greenm.
- Echeandia formosa (Weath.) Cruden
- Echeandia gentryi Cruden
- Echeandia gracilis Cruden
- Echeandia grandiflora Cruden
- Echeandia hallbergii Cruden
- Echeandia herrerae (Killip) Cruden
- Echeandia hintonii Cruden
- Echeandia hirticaulis Cruden
- Echeandia imbricata Cruden
- Echeandia jaliscensis Aarón Rodr. & Brunel
- Echeandia lehmannii (Baker) Marais & Reilly
- Echeandia leucantha Klotzsch
- Echeandia llanicola Cruden
- Echeandia longifolia (Weath.) Cruden
- Echeandia longipedicellata Cruden
- Echeandia luteola Cruden
- Echeandia macrophylla Rose ex Weath.
- Echeandia macvaughii Cruden
- Echeandia magnifica López-Ferr., Espejo & Ceja
- Echeandia matudae Cruden
- Echeandia mexiae Cruden
- Echeandia mexicana Cruden
- Echeandia michoacensis (Poelln.) Cruden
- Echeandia mirandae Cruden
- Echeandia molinae Cruden
- Echeandia montealbanensis Cruden
- Echeandia nana (Baker) Cruden
- Echeandia nayaritensis Cruden
- Echeandia novogaliciana Aarón Rodr. & Ortiz-Cat.
- Echeandia oaxacana Cruden
- Echeandia occidentalis Cruden
- Echeandia palmeri Cruden
- Echeandia paniculata Rose
- Echeandia parva Cruden
- Echeandia parvicapsulata Cruden
- Echeandia parviflora Baker
- Echeandia petenensis Cruden
- Echeandia pihuamensis Cruden
- Echeandia pittieri Cruden
- Echeandia platyphylla (Greenm.) Cruden
- Echeandia pseudopetiolata Cruden
- Echeandia pseudoreflexa Cruden
- Echeandia ramosissima (C.Presl) Cruden
- Echeandia reflexa (Cav.) Rose
- Echeandia robusta Cruden
- Echeandia sanmiguelensis Cruden
- Echeandia scabrella (Benth.) Cruden
- Echeandia sinaloensis Cruden
- Echeandia skinneri (Baker) Cruden
- Echeandia smithii Cruden
- Echeandia tamaulipensis Cruden
- Echeandia taxacana Cruden
- Echeandia tenuifolia Cruden
- Echeandia tenuis (Weath.) Cruden
- Echeandia texensis Cruden
- Echeandia udipratensis Cruden
- Echeandia vaginata Cruden
- Echeandia venusta Woodson
- Echeandia vestita (Baker) Cruden
- Echeandia weberbaueri (Poelln.) Cruden
- Echeandia williamsii Cruden

## Zastosowanie
Niektóre gatunki uprawiane jako rośliny ozdobne.